# Kościół Niepokalanego Poczęcia Najświętszej Marii Panny w Wierzbowej
Kościół Niepokalanego Poczęcia Najświętszej Marii Panny w Wierzbowej – budynek szachulcowy, czyli z drewna i gliny, o konstrukcji słupowo-ramowej, wzniesiony przez gminę ewangelicką dawnego Ruckenwaldau (Wierzbowej) w roku 1756. Kościół ten, w latach 1756–1945 służył niemieckim ewangelikom, zaś od roku 1946 jest wykorzystywany przez polskich katolików. Obecne wezwanie (od 1946) dla tego kościoła zostało wybrane z tej racji, iż w miejscowości Liczkowce (skąd przybyła większość powojennych mieszkańców Wierzbowej) kościół pozostawał pod tym samym wezwaniem.

## Architektura

### Wieża
Wieża kościoła, wyposażona w zegar (nieczynny od kilkudziesięciu lat), pochodzi w większości z roku 1819 (rozbudowa i podwyższenie), jest wymurowana z cegły, a także z brył rudy żelaza (ruda darniowa, która obficie występuje w tej okolicy i bywała używana również jako materiał budowlany), posiada cechy neobarokowe, zwieńczona jest hełmem w kształcie odwróconego kielicha – uprzednio pokrytego dachówką, którą w latach 80. XX w. zamieniono na blachę miedzianą (bardzo podobne kształtem zwieńczenie wieży ma poewangelicki kościół Wszystkich Świętych w Poznaniu).
Do początku II wojny św. wieża posiadała trzy dzwony: dwa o wadze po około 900 kg i jeden 150 kg. Po wojnie, do czasu ustanowienia administracji polskiej, zachowały się dwa dzwony (duży i mały), z tym iż większy dzwon wkrótce został zabrany do kościoła w pobliskiej Gromadce, gdzie utworzono katolicką parafię. Obecnie w kościele w Wierzbowej znajduje się tylko jeden – 150 kg dzwon.

## Wnętrze

### Ołtarz
Ołtarz znajdujący się w tym kościele, został przywieziony w roku 1946 z Małopolski Wschodniej, z kresowego województwa tarnopolskiego; przywieźli go katolicy – Polacy, którzy w wyniku nasilającej się fali ludobójstwa jakiej UPA i cywilna ludność ukraińska dokonywała na ludności polskiej (czystka etniczna w Małopolsce Wschodniej), oraz w konsekwencji zmiany granic Polski po II wojnie św., zmuszeni zostali do przesiedlenia się na zachodnie Ziemie Odzyskane. 

### Organy
Kościół wyposażony został w duże organy, datowane na 1875 rok (od lat 50. XX w. nieczynne, a część piszczałek została zabrana do kościoła parafialnego w Gromadce, i wykorzystana jako ozdoby.

## Dom Pastora
Zabytkowy Dom Pastora, wybudowany z gliny i drewna, oraz w dolnej kondygnacji - z rudy żelaza (ruda darniowa), w roku 1770, zlokalizowany obok kościoła (na działce nr 307), choć po II wojnie św. wpisany do rejestru zabytków, popadł w totalną ruinę. Dziś pozostało po nim trochę gruzu, na którym rosną już dość duże drzewa - samosiewy (głównie klony i akacje); posesja ta wykorzystywana jest obecnie jako prywatny park.